# Eristalinus obliquus
Eristalinus obliquus är en tvåvingeart som först beskrevs av Christian Rudolph Wilhelm Wiedemann 1824.  Eristalinus obliquus ingår i släktet slamflugor, och familjen blomflugor. Inga underarter finns listade i Catalogue of Life.